# Capilla posa

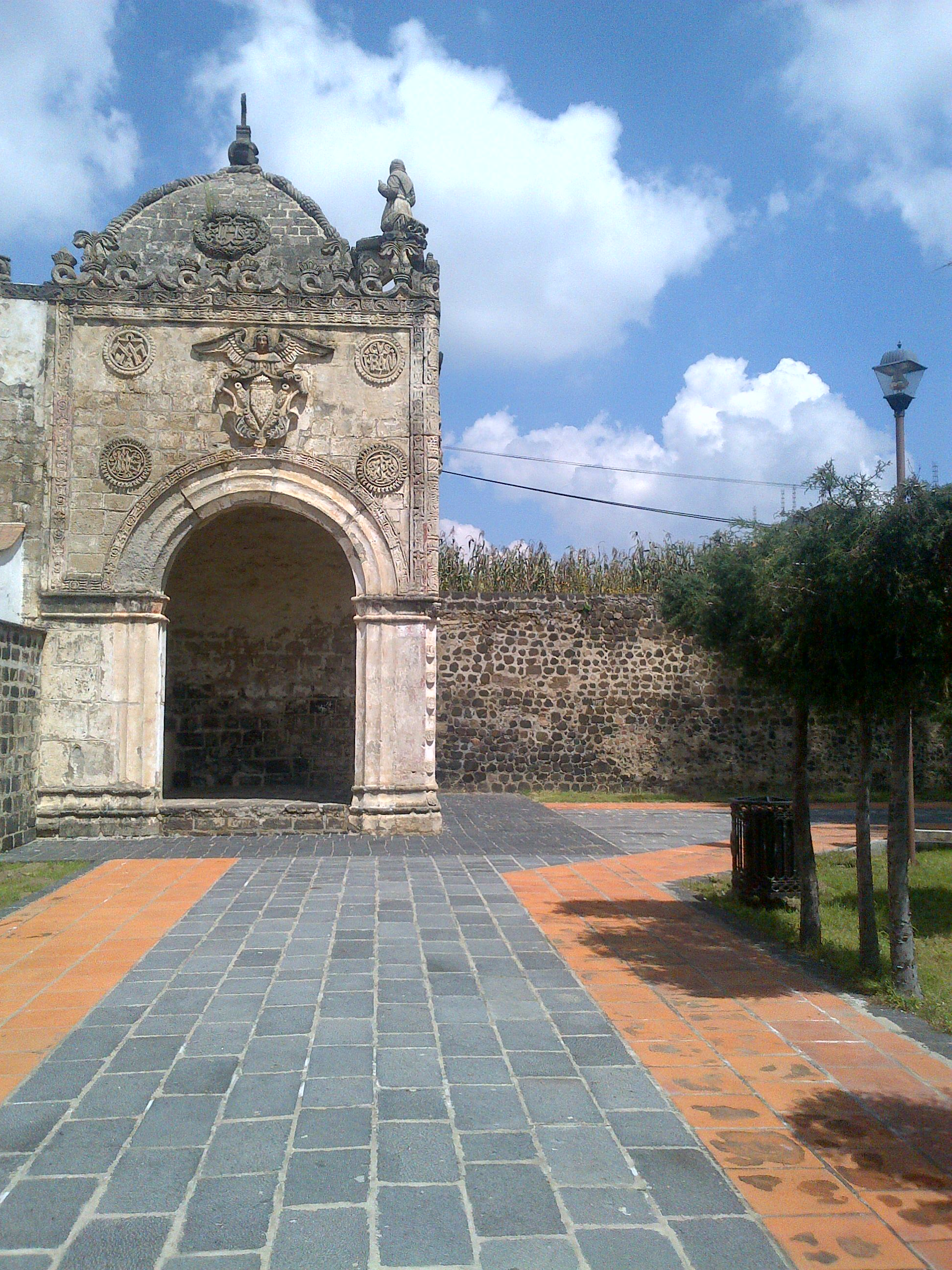
Perspectiva de la capilla posa dedicada a san Francisco en la esquina norte del ex convento de San Andrés Calpan.

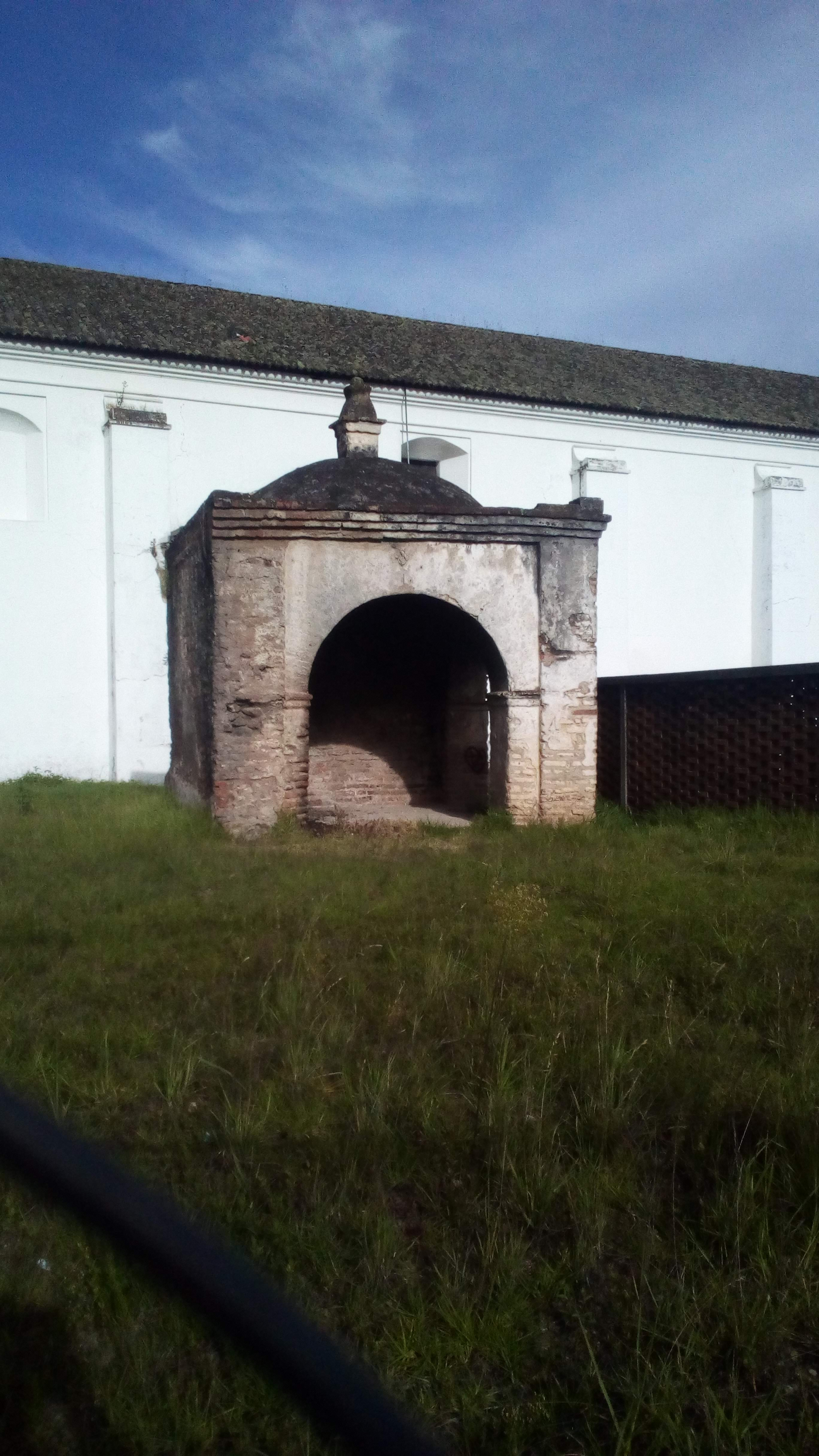
Capilla posa del en San Cristóbal Totonicapán, Guatemala.

Se denomina capilla posa a la solución arquitectónica empleada en los conjuntos-monasterio de la Nueva España y en la Capitanía General de Guatemala en el siglo XVI consistente en cuatro edificios cuadrangulares abovedados ubicados en los extremos del atrio al exterior de los mismos. Al igual que la capilla abierta, en ella se posaban a las figuras religiosas, por eso el nombre de la misma, es una solución única y una aportación al arte universal dada su originalidad y los recursos plásticos y estilísticos empleados en su ornamentación, con elementos de arte precolombino y Barroco. Como ejemplos paradigmáticos se conservan las de Huejotzingo y Calpan en Puebla, México, que cuentan con un programa ornamental hecho con técnica tequitqui y basada en cánones estéticos medievales y renacentistas, como una expresión pura de transculturación y sincretismo.

El antiguo convento de san Miguel en Huejotzingo dedicó sus capillas con advocación a san Juan Bautista, Santiago el Mayor, Nuestra Señora de la Asunción y San Pedro y San Pablo; presentan una base en forma cuadrada de 5,40 m por lado. Los accesos a la planta se abren con arcos rebajados de molduras eslabonadas, relacionadas con la decoración de la portería del convento y el cordón representativo de san Francisco de Asís

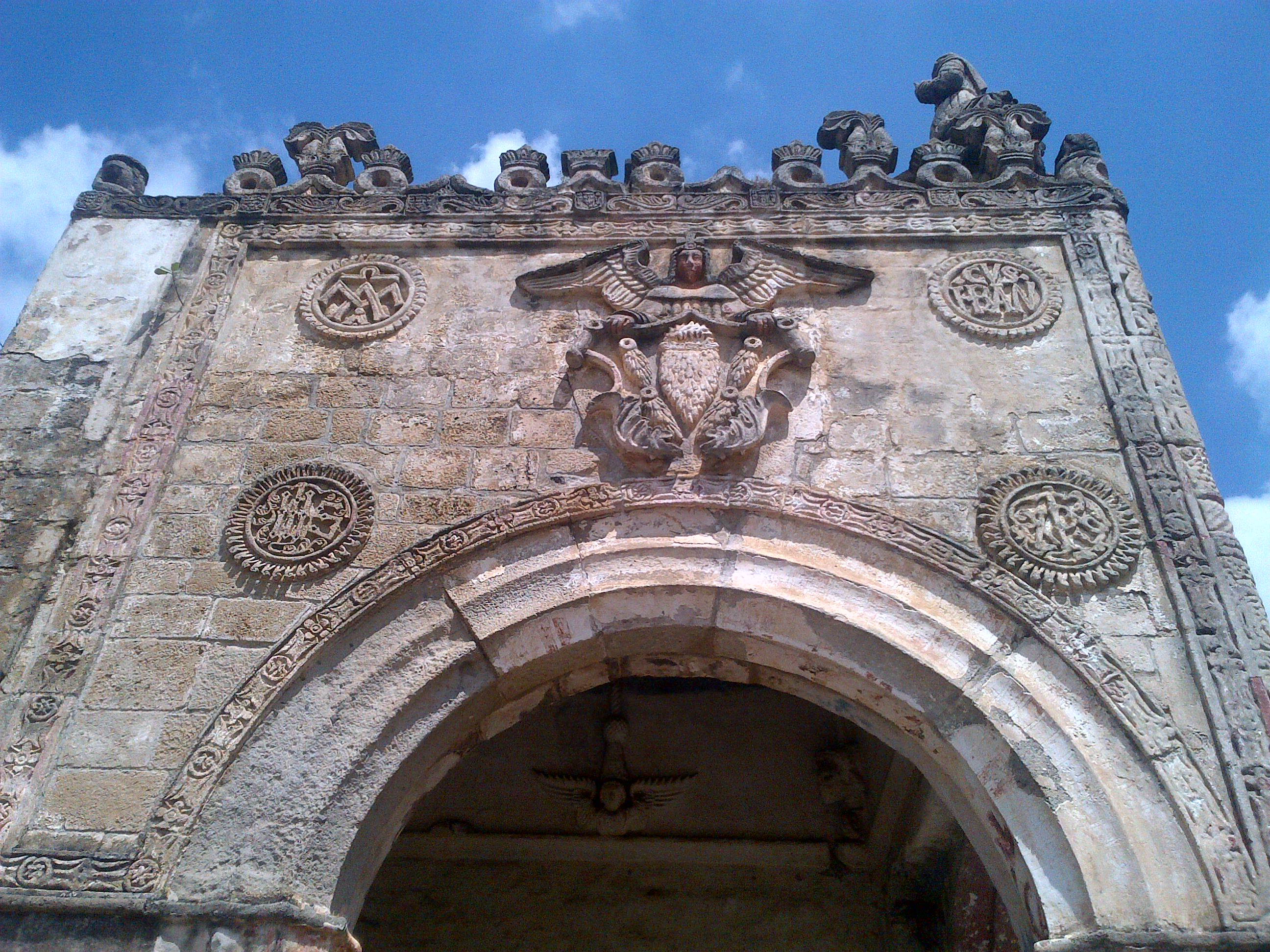
Detalle de la cara sur de la capilla posa dedicada a san Francisco en el ex convento de San Andrés Calpan.

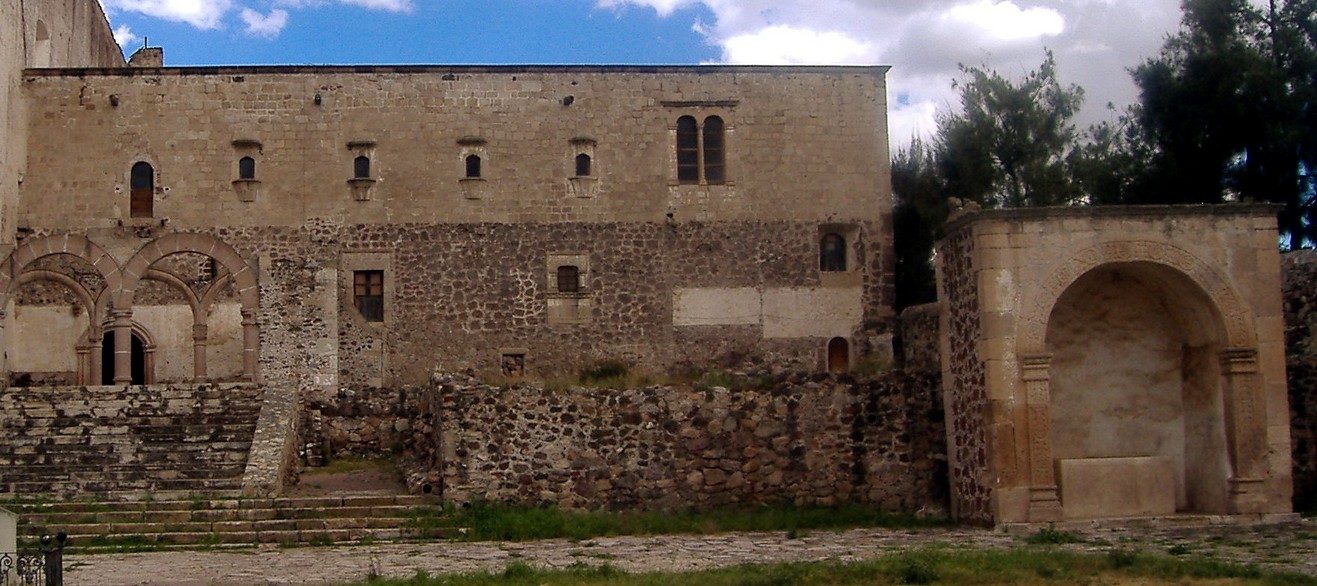
En primer plano a la derecha, capilla posa agustina.

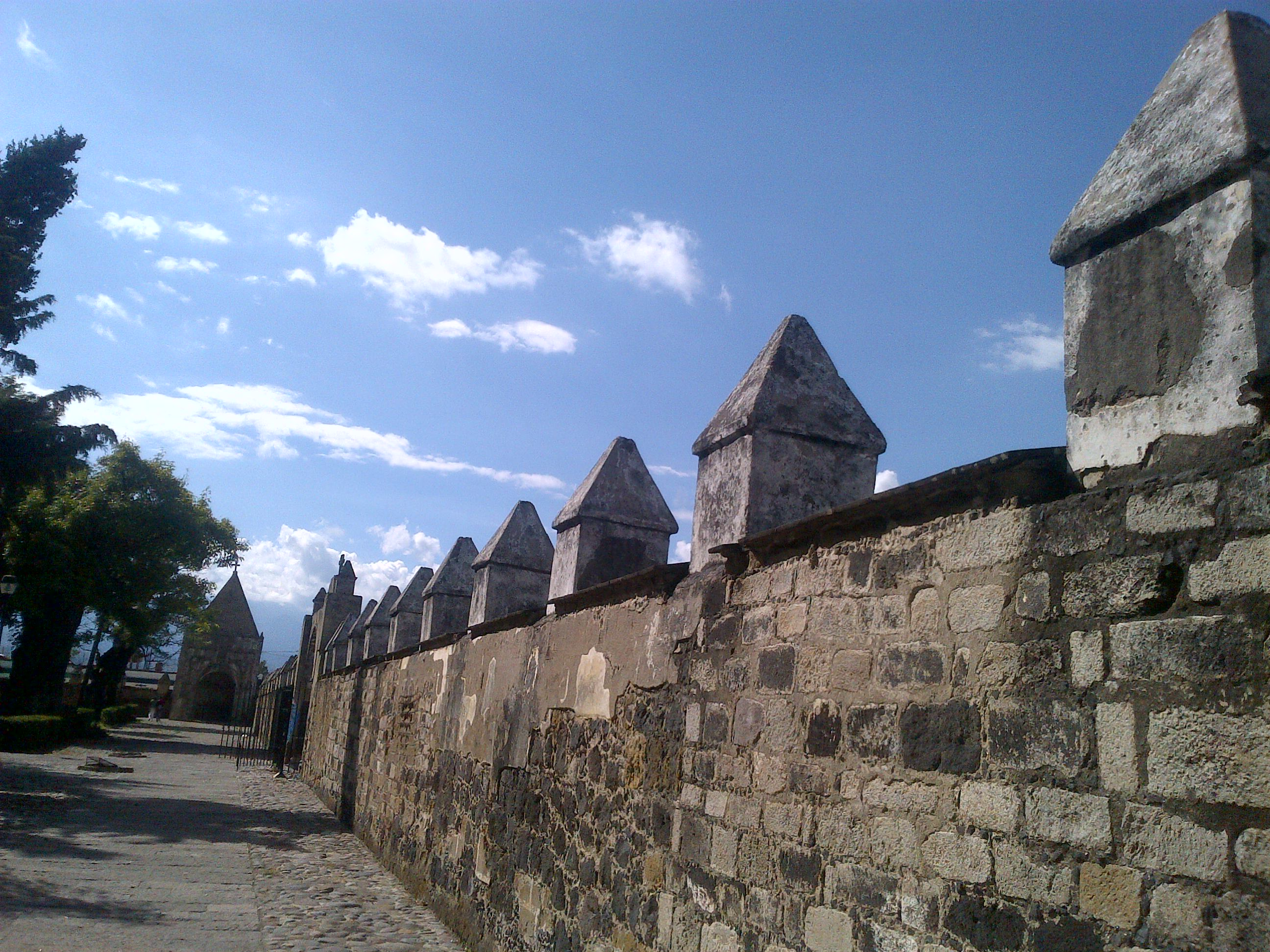
Perspectiva de capilla posa en Huejotzingo. En primer plano los muros del ex convento franciscano, al fondo el volcán Iztaccíhuatl (Mujer Dormida).

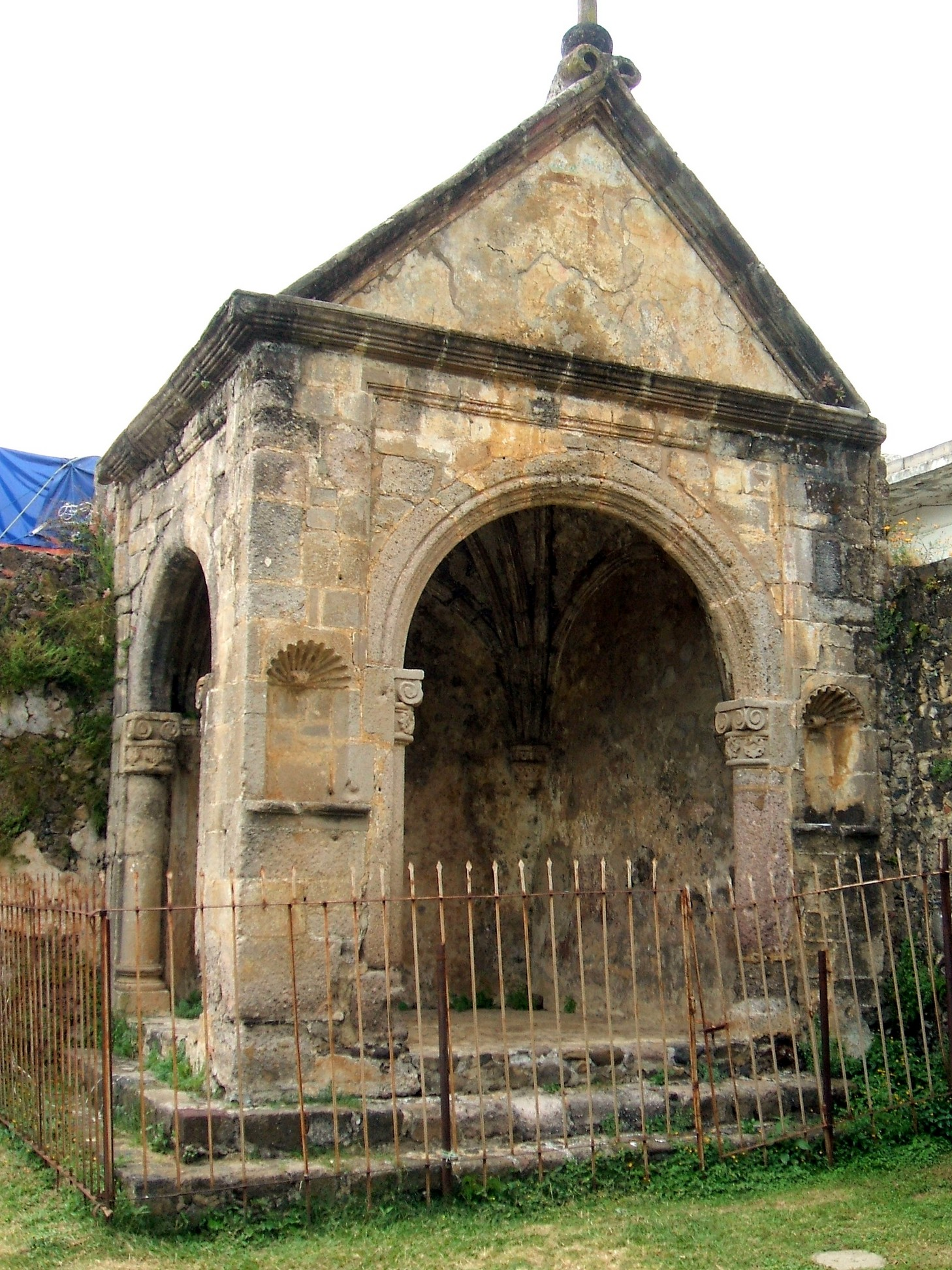
Capilla posa dominica.

Existen varias teorías acerca de su función. Se ha propuesto que, siguiendo el camino procesional, las capillas posas servían para “posar” o descansar el Santísimo Sacramento cuando este era sacado en procesión por el atrio. El investigador Carlos Chanfón ha sugerido una función didáctica para alojar grupos de educandos que eran catequizados, ya que una función del atrio en estos conjuntos era la enseñanza no solo de la religión sino de las normas y oficios de la vida occidental. También se ha propuesto su uso y relación con los cuatro barrios que se acostumbraba asentar en los pueblos y ciudades siguiendo la traza española típica y del que cada uno de ellos estaba encargado en su limpieza y manutención. Según Antonio Rubial pudieron servir como túmulos de gobernantes indígenas. Margarita Martínez del Sobral ha propuesto su uso como ermitas para el aislamiento temporal de los frailes. 
Su origen igualmente se ha propuesto de formas diversas. Carlos Chanfón ha propuesto su inspiración en los templos y ermitas primitivos. Según los análisis arqueológicos de Mario Córdova Tello, su construcción no siempre formaba parte del diseño original, como se evidencia en los grabados de la capilla posa en el ex convento Franciscano de Huejotzingo, cuya construcción corresponde a la tercera etapa (1545-1580) con grabados mencionando el año 1550.